# Marieta de Veintimilla
Marieta de Veintemilla, född 1855 i Guayaquil, död 1907, var en ecuadoriansk författare, feminist och politiker. Hon var Ecuadors första dam 1876-1883 som brorsdotter till president Ignacio de Veintemilla.
Hennes farbror var inte gift, och det blev därför hennes uppgift att fylla en första dams representativa roll. Som första dam blev hon den som beredde vägen för förnyelser beträffande könsrollerna: hon lade av de fromma döljande katolska svarta kläder som kvinnor förväntades bära. Istället klädde hon sig i ljusa modekläder från Europa, och hon visade sig ute offentligt utan sällskap av en manlig släkting som övervakare, något som dittills varit otänkbart. 1882 var hennes farbror frånvarande, då han förklarade sig som landets diktator i en annan stad, och inbördeskrig därefter bröt ut. Hon ingrep och tog kontroll över huvudstaden Quito i farbroderns namn under hans frånvaro. Hon tog också kontrollen över armén och ledde försvaret av staden, då den attackerades av rebellerna 1883. Marieta de Veintimilla var den första kvinna i Ecuadors historia som utövat sådan makt. Hon hölls senare fängslad av rebellerna, tills hon utvisades 1884, men hon återvände till Ecuador 1898. Hon gjorde sig därefter känd som författare och förespråkare för den dåtida nya kvinnorörelsen i Ecuador.